# بيساتسو فريند
بيساتسو فريند مجلة مانغا شوجو يابانية من نشر كودانشا، تستهدف الفتيات المراهقات. وتصدر في اليوم الثامن من كل شهر.

## روابط خارجية
- بيساتسو فريند على موقع ANN manga (الإنجليزية)